# يوهانا فالزر
يوهانا فالزر (بالألمانية: Johanna Walser) Johanna Walser (ولدت في أولم في أبريل 1957) هي أديبة ومترجمة أدبية ألمانية.

## حياتها
يوهانا فالزر هي ابنة الكاتب مارتين فالزر. نشأت في فريدريشسهافن وفي إيبرلينجن الواقعة على بحيرة البودينزي. درست اللغة الألمانية وآدابها والفلسفة في مدينتي برلين وكونستانتس.

## أدبها
تكتب يوهانا فالزر القصص القصيرة التي تدور حول موضوعات نفسية. وبجوار ذلك تترجم من الإنجليزية والفرنسية, غالبا بالتعاون مع والدها. وقد حصلت في عام 1982 على جائزة لويزه رينزر.

## أعمالها
1. واقف أمام الحياة 1982
2. الخضوع 1986
3. محاولة للوجود هناك 1998

## وصلات خارجية
- يوهانا فالزر على موقع مونزينجر (الألمانية)